# Antiblemma anthea
Antiblemma anthea är en fjärilsart som beskrevs av William Schaus 1914. Antiblemma anthea ingår i släktet Antiblemma och familjen nattflyn. Inga underarter finns listade i Catalogue of Life.